# Frank Schuster (Fußballspieler)

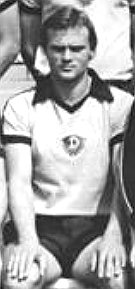
Schuster 1982

Frank Schuster (* 15. Januar 1955 in Dresden) ist ein deutscher ehemaliger Fußballspieler in der DDR-Oberliga, der höchsten Spielklasse des DDR-Fußballverbandes. Er spielte dort für Stahl Riesa und Dynamo Dresden. Mit Dresden gewann er dreimal den DDR-Fußballpokal.

## Fußball-Laufbahn

### Oberliga Stahl Riesa
Schuster begann seine Fußball-Laufbahn bei der BSG Motor TuR Übigau, wo er zuletzt in der drittklassigen Bezirksliga Dresden spielte. 1974 kam er im Rahmen seiner Wehrpflicht zu Dynamo Dresden, Polizeisportgemeinschaft und Dresdner Fußballschwerpunkt, und spielte dort in der 2. Mannschaft. Nach dem Ende der Armeezeit schloss sich Schuster 1975 dem Oberligisten Stahl Riesa an. Dort wurde der 1,78 m große und ausgebildete Maschinenanlagen-Monteur zunächst in der 2. Mannschaft eingesetzt, die in der zweitklassigen DDR-Liga spielte. Sein erstes Oberligaspiel bestritt er am 14. Februar 1976. Bei der Begegnung des 15. Spieltages der Saison 1975/76 Wismut Aue – Stahl Riesa (3:0) wurde er in der 67. Minute eingewechselt. Es blieb sein einziges Oberligaspiel dieser Saison, dagegen rückte er in der folgenden Spielzeit 1976/77 mit 23 Oberligaeinsätzen zum Stammspieler in der Angriffsformation auf. Am Ende dieser Saison musste Riesa in die DDR-Liga absteigen. Schuster war mit 28 Punkt- und Aufstiegsspielen sowie elf Toren einer der entscheidenden Spieler beim sofortigen Wiederaufstieg. In der neuen Oberligasaison 1978/79 wurde er in seinen 22 Punktspielen durchgehend als Mittelfeldspieler eingesetzt, und diese Rolle übernahm er auch in den folgenden Jahren, in denen sich Stahl Riesa in der Oberliga behaupten konnte.

### Oberliga Dynamo Dresden
Anfang 1981 wurde Schuster zum Oberligakonkurrenten und Bezirksrivalen Dynamo Dresden zurückdelegiert. Da die Dresdner kurz darauf auf einen Schlag drei ihrer Stammspieler, die im Zusammenhang mit versuchtem „ungesetzlichen Grenzübertritt“ dauerhaft für die Oberliga gesperrt worden waren, ersetzen mussten, kam Schuster für den gesperrten Verteidiger Matthias Müller sofort mit Beginn der Rückrunde der Saison 1980/81 in der Oberligamannschaft zum Einsatz. Er bestritt die folgenden zwölf Punktspiele auf der für ihn neuen Position des rechten Verteidigers. In der folgenden Spielzeit 1981/82 absolvierte er 25 der 26 ausgetragenen Punktspiele und stand am 1. Mai 1982 als Rechtsverteidiger in der Siegermannschaft des DDR-Pokalendspiels, das die Dresdner mit 5:4 im Elfmeterschießen gegen den Berliner FC Dynamo gewannen. Auch an den Dresdner Pokalsiegen 1984 und 1985 war Schuster beteiligt. Das Pokalendspiel am 8. Juni 1985 war zugleich sein letztes Pflichtspiel in der Dynamo-Oberligamannschaft. Beim 3:2-Sieg erneut über den BFC Dynamo spielte er allerdings nur noch die letzten fünf Minuten mit. In seiner letzten Oberligasaison gehörte er allerdings immer noch zum Spielerstamm und absolvierte noch einmal 19 Punktspiele, hauptsächlich wieder auf seiner Stammposition rechter Verteidiger.
Während seiner neun Oberligaspielzeiten bestritt Schuster insgesamt 172 Punktspiele, 81 für Stahl Riesa (11 Tore) und 91 für Dynamo Dresden (2 Tore). Von den während seiner Zeit in Dresden ausgetragenen zwölf Europapokalspielen der Dynamo-Mannschaft absolvierte Schuster sechs Begegnungen.

## Nach dem Hochleistungssport
Nachdem Schuster seine Laufbahn als Hochleistungssportler beendet hatte, schloss er sich zur Saison 1985/86 der FSV Lokomotive Dresden an, wo er noch drei Jahre lang in der Bezirksliga spielte. Anschließend ließ er sich als Kellner ausbilden, war eine Zeitlang mit seinem ehemaligen Mannschaftskollegen Andreas Diebitz im Gaststättengewerbe tätig und machte sich 2002 zusammen mit seiner Frau mit einem Restaurant in Dresden-Blasewitz selbständig.